# Dhuys et Morin-en-Brie
Dhuys et Morin-en-Brie is een gemeente in het Franse departement Aisne in de regio Hauts-de-France, die deel uitmaakt van het arrondissement Château-Thierry. De gemeente is op 1 januari 2016 ontstaan door de fusie van de gemeenten Artonges, La Celle-sous-Montmirail, Fontenelle-en-Brie en Marchais-en-Brie.
1. ↑  Populations de référence 2022.